# Tiberius Julius Sauromates I
Tiberius Julius Sauromates I, död 123, var regerande kung av Bosporanska riket mellan 93 och 123 e. Kr.